# Костишата (Дамбовица)
Костишата (рум. Costișata) насеље је у Румунији у округу Дамбовица у општини Бездеад. Oпштина се налази на надморској висини од 745 m.

## Становништво
Према подацима из 2002. године у насељу је живело 267 становника, од којих су сви румунске националности.